# Вроджена вада (фільм)
«Вро́джена ва́да» (англ. Inherent Vice) — американська драматична кінокомедія режисера, продюсера і сценариста Пола Томаса Андерсона, що вийшла 2014 року. У головних ролях Хоакін Фенікс, Джош Бролін, Оуен Вілсон. Стрічка створена на основі однойменного роману Томаса Пінчона.
Вперше фільм продемонстрували 4 жовтня 2014 року у США на Нью-Йоркському кінофестивалі. В Україні у кінопрокаті показ фільму відбувся 02 травня 2015 року. Дубляж фільму зробила Кімната КіноКата (переклад Остапа Українця). Також український переклад зробила студія Цікава ідея на замовлення Гуртом..

## Сюжет
Лос-Анджелес, 1970. Ларрі «Док» Спортелло приватний детектив, що дуже любить побавитись марихуаною. Його шукає колишня дівчина, а коли вона пропадає зі своїм новим хлопцем, Док починає власне розслідування.

## Творці фільму

### Знімальна група
Кінорежисер — Пол Томас Андерсон, сценаристом був Пол Томас Андерсон, кінопродюсерами — Пол Томас Андерсон, Даніель Люпі і Джоан Селлар, виконавчий продюсер — Адам Сомнер. Композитор: Джонні Ґрінвуд, кінооператор — Роберт Елсвіт, кіномонтаж: Леслі Джонс. Підбір акторів — Кассандра Кулукундіс, художник по костюмах — Марк Бріджес, артдиректор: Рут де Йонг.

### У ролях
| Актор             | Персонаж                                                            | Роль                            |
| ----------------- | ------------------------------------------------------------------- | ------------------------------- |
| Хоакін Фенікс     | Ларрі «Док» Спортелло англ. Larry "Doc" Sportello                   | приватний детектив              |
| Джош Бролін       | Крістіан Ф. «Біґфут» Бйорнсен англ. Christian F. "Bigfoot" Bjornsen | лейтенант поліції Лос-Анджелесу |
| Оуен Вілсон       | Кой Гарленґен англ. Coy Harlingen                                   | зниклий чоловік                 |
| Кетрін Вотерстон  | Шаста Фей Гепворт англ. Shasta Fay Hepworth                         | колишня дівчина Дока            |
| Різ Візерспун     | Пенні Кімбелл англ. Penny Kimball                                   | окружний прокурор               |
| Бенісіо дель Торо | Санчо Смілекс англ. Sauncho Smilax                                  | адвокат                         |
| Джена Мелоун      | Хоуп Гарленґен англ. Hope Harlingen                                 | дружина Коя                     |
| Хонг Чау          | Джейд англ. Jade                                                    | робітниця масажного салону      |
| Джинні Берлін     | тітка Ріт англ. Aunt Reet                                           |                                 |
| Мая Рудольф       | Петунія Ліуей англ. Petunia Leeway                                  |                                 |
| Майкл К. Вільямс  | Тарік Халіл англ. Tariq Khalil                                      |                                 |
| Беладонна         | Кленсі Чарлок англ. Clancy Charlock                                 |                                 |
| Мартін Шорт       | Руді Блатнойд англ. Rudy Blatnoyd                                   |                                 |
| Ерік Робертс      | Майкл Вольфманн англ. Michael Wolfmann                              |                                 |
| Джилліан Белл     | Хлорінда англ. Chlorinda                                            |                                 |

## Сприйняття

### Критика
Фільм отримав позитивні відгуки: Rotten Tomatoes дав оцінку 69 % на основі 160 відгуків від критиків (середня оцінка 7/10) і 57 % від глядачів зі середньою оцінкою 3,3/5 (21,704 голоси). Загалом на сайті фільми має змішаний рейтинг, фільму зарахований «стиглий помідор» від кінокритиків, проте «розсипаний попкорн» від глядачів, Internet Movie Database — 7,4/10 (7 896 голосів), Metacritic — 81/100 (40 відгуків критиків) і 7,6/10 від глядачів (108 голосів). Загалом на цьому ресурсі від критиків і від глядачів фільм отримав позитивні відгуки.

### Касові збори
Під час показу у США протягом першого (вузького, з 12 грудня 2014 року) тижня фільм показали у 5 кінотеатрах і він зібрав 65,637 $, що на той час дозволило йому зайняти 20 місце серед усіх прем'єр. Наступного (широкого, з 9 січня 2015 року) тижня фільм показали у 645 кінотеатрах і він зібрав 2,773,260 $ (11 місце). Станом на 16 січня 2015 року показ фільму триває 36 днів (5,1 тижня) і за час показу фільм зібрав у прокаті у США 5,636,000  доларів США (за іншими даними 5,315,944 $) при бюджеті 20 млн $.

### Нагороди і номінації[12]
| Рік  | Нагорода                                           | Категорія                                   | Номінант           | Результат |
| ---- | -------------------------------------------------- | ------------------------------------------- | ------------------ | --------- |
| 2015 | 87-а церемонія вручення нагороди «Оскар»           | Найкращий адаптований сценарій              | Пол Томас Андерсон | Номінація |
| 2015 | 87-а церемонія вручення нагороди «Оскар»           | Найкращий дизайн костюмів                   | Марк Бріджес       | Номінація |
| 2015 | 72-га церемонія вручення нагороди «Золотий глобус» | Найкраща чоловіча роль (комедія або мюзикл) | Хоакін Фенікс      | Номінація |

### Виноски
1. 1 2 3  Inherent Vice: Release Info (англ.). Internet Movie Database. Архів оригіналу за 28 січня 2015. Процитовано 17 січня 2015.
2. 1 2  Вроджений порок. Kino-teatr.ua. Архів оригіналу за 5 березня 2016. Процитовано 17 січня 2015.
3. 1 2  Eric Kohn (8 грудня 2014 року). Paul Thomas Anderson on Trying Not to 'F*ck Up' Adapting 'Inherent Vice' (англ.). Indiewire. Архів оригіналу за 4 березня 2016. Процитовано 17 січня 2015.
4. 1 2  Inherent Vice (англ.). Box Office Mojo. Архів оригіналу за 14 січня 2015. Процитовано 17 січня 2015.
5. 1 2  Inherent Vice (англ.). The Numbers. Архів оригіналу за 20 грудня 2014. Процитовано 17 січня 2015.
6. 1 2  Inherent Vice (англ.). Internet Movie Database. Архів оригіналу за 16 січня 2015. Процитовано 17 січня 2015.
7. ↑  Inherent Vice (англ.). Allmovie. Архів оригіналу за 19 лютого 2015. Процитовано 17 січня 2015.
8. 1 2  Inherent Vice: Full Cast & Crew (англ.). Internet Movie Database. Архів оригіналу за 23 лютого 2015. Процитовано 17 січня 2015.
9. ↑  Озвучення фільмів українською[недоступне посилання]
10. ↑  Inherent Vice (англ.). Rotten Tomatoes. Архів оригіналу за 17 січня 2015. Процитовано 17 січня 2015.
11. ↑  Inherent Vice (англ.). Metacritic. Архів оригіналу за 16 січня 2015. Процитовано 17 січня 2015.
12. ↑  Inherent Vice: Awards (англ.). Internet Movie Database. Архів оригіналу за 31 грудня 2014. Процитовано 17 січня 2015.